# Gene Shalit
Gene Shalit (ur. 25 marca 1926 w Nowym Jorku) – amerykański dziennikarz i prezenter telewizyjny, krytyk literacki i filmowy, aktor filmowy i telewizyjny oraz reżyser. Od 15 stycznia 1973 do 11 listopada 2011 występował w programie Today.
Jest ojcem sześciorga dzieci: Petera, Willa, Emily, Amandy, Nevina i Andrew Shalit.